# Neastacilla bacillus
Neastacilla bacillus är en kräftdjursart som först beskrevs av Barnard 1920.  Neastacilla bacillus ingår i släktet Neastacilla och familjen Arcturidae.
Artens utbredningsområde är Moçambique. Inga underarter finns listade i Catalogue of Life.